# Хауърд Джейкъбсън
Хауърд Джейкъбсън (на английски: Howard Jacobson) е английски критик, преподавател, драматург, телевизионен водещ и писател на произведения в жанра хумористичен роман и документалистика, академик и носител на наградата „Букър“.

## Биография и творчество
Хауърд Ерик Джейкъбсън е роден на 25 август 1942 г. в Манчестър, Англия, в семейството на Макс и Анита Джейкъбсън. Израства в Престуич. През 1964 г. завършва с бакалавърска степен Даунинг Колидж на Кеймбриджкия университет. В периода 1965-1968 г. изнася лекции в Университет Сидни в Сидни, Нов Южен Уелс, после се връща в Англия и в периода 1969-1972 г. преподава и ръководи колежа „Селвин“ на Кеймбриджкия университет. В периода 1974-1980 г. е старши преподавател по английски език в Улвърхамптън Политехник.
Първата му книга „Shakespeare's Magnanimity“ е публикувана през 1978 г.
През 1982 г. е издадена пиесата му „The Exagoge of Ezekiel“ (Екзекуцията на Езекиил), която е във формата на гръцка трагедия със стихове и е на гръцки език.
Първият ѝ му роман „Coming from Behind“ (Идва отзад) е публикуван през 1982 г. е и почерпен от преживяванията му в университета.
Следващите му романи „Peeping Tom“ е комедийна сексуална литературна биография, „Very Model of a Man“ е преработка на мита за Каин и Авел, „No More Mr. Nice Guy“ е история за кризата в средата на живота на телевизионера Франк Риц, а „The Mighty Walzer“ е история за общност в Манчестър през 1950 г.
През 2010 г. печели наградата „Букър“ за романа си „Въпросът на Финклер“, който е първото хумористично произведение отличено с тази награда. Два пъти е удостоен с наградата „Удхаус“ – през 1999 г. за „The Mighty Walzer“ и през 2012 г. за „Zoo Time“.
През 1991 г. е водещ на телевизионната серия „Traveler's Tales“, а през 1996-1997 г. е водещ на предаването „Seriously Funny“ на BBC4. Пише като колумнист в „Индипендънт“, за която го наричат „либералния ционист“.

## Личен живот
През 1964 г. се жени за Барбара Стар. Имат един син. Развеждат се през 1972 г. През 1978 г. се жени за Розалин Джой Садлер, с която се развеждат през 2004 г. През 2005 г. се жени за Джени де Йонг.

## Произведения

### Самостоятелни романи
- Coming from Behind (1983)
- Peeping Tom (1984)
- Redback (1986)
- The Very Model of a Man (1992)
- Expulsion from Paradise (1996)
- No More Mr. Nice Guy (1998)
- The Mighty Walzer (1999) – награда „Удхаус“
- Who's Sorry Now (2002)
- The Making of Henry (2004)
- Kalooki Nights (2006)
- The Act of Love (2008)
- The Finkler Question (2010) – награда „Букър“
Въпросът на Финклер, изд.: „Сиела“, София (2011), прев. Деян Кючуков
- Zoo Time (2012) – награда „Удхаус“
- J (2014)
- Pussy (2017)
- Live a Little (2019)

### Участие в общи серии с други писатели

#### Серия „Хогартовия Шекспир“ (Hogarth Shakespeare)
2. Shylock Is My Name (2016)
от серията има още 6 романа от различни автори

### Пиеси
- The Exagoge of Ezekiel (1982)

### Документалистика
- Shakespeare's Magnanimity (1978) – с Уилбър Сандърс
- In the Land of Oz (1987) – пътепис за Сидни
- Seeing with the Ear (1993)
- Roots Schmoots (1993)
- Seriously Funny (1997)
- Whatever It Is, I Don't Like It (2011)
- The Swag Man (2013)
- The Dog's Last Walk (2015)

### Екранизации
- 2009 Christianity: A History – документален ТВ сериал, 1 епизод
- 2010 The Bible: A History – документален ТВ сериал, 1 епизод
- 2014 Rebels of Oz: Germaine, Clive, Barry and Bob – документален ТВ сериал, 2 епизода